# Asplenium albersii
Asplenium albersii är en svartbräkenväxtart som beskrevs av Georg Hans Emmo Wolfgang Hieronymus. Asplenium albersii ingår i släktet Asplenium och familjen Aspleniaceae. Utöver nominatformen finns också underarten A. a. kirkii.